# Ella Enchanted (film)
Ella Enchanted is een Brits-Amerikaanse romantische filmkomedie uit 2004 geregisseerd door Tommy O'Haver, deels gebaseerd op de gelijknamige roman van Gail Carson Levine (1997). Het is in feite een gemoderniseerde versie van Assepoester die gebaseerd is op het boek Ella Enchanted. In de film, die zich afspeelt in de middeleeuwen, zit veel verborgen humor, zoals een met de hand aangedreven roltrap en moderne Indiase bhangramuziek op een grote bruiloft.

## Verhaal
In het koninkrijk Frell krijgt de baby Ella (Anne Hathaway) de "gave van gehoorzaamheid" van een fee genaamd Lucinda (Vivica A. Fox). Dit is eerder een vloek dan een gave, die ervoor zorgt dat Ella alles doet wat haar opgedragen wordt. Alleen Lucinda kan dit terugdraaien. De moeder van Ella zegt Ella de vloek geheim te houden. Na de dood van haar moeder weet alleen de huisfee Mandy (Minnie Driver) hier van.
Een aantal jaar later trouwt de vader van Ella (Patrick Bergin) met de welgestelde Dame Olga (Joanna Lumley) die een hekel heeft aan Ella. Haar verwende dochters Hattie (Lucy Punch) en Olive (Jennifer Higham) merken de gehoorzaamheid van Ella en beginnen haar het leven zuur te maken. Ella komt Prins Char (Hugh Dancy) tegen, de knappe erfgenaam die binnenkort de troon zal bestijgen, als hij wordt achterna gezeten door zijn fanclub van verdwaasde jonge vrouwen. Hij nodigt Ella uit voor het kroningsbal, maar Olga onderschept de uitnodiging. Hattie en Olive, zelf fanclubleden, worden overmand door jaloezie. Ze dwingen Ella tot beledigen en laten haar de band met haar beste vriendin Areida (Parminder Nagra) breken.
Ella kan haar situatie geen moment langer verdragen, en ze besluit dus om Lucinda te gaan vinden. Mandy probeert haar te helpen haar vriend Benny (Jimi Mistry) te lenen, die per ongeluk getransformeerd is in een magisch pratend boek dat aan mensen de omgeving kan laten zien. Tijdens haar reis ontmoet Ella de elf Slannen (Aidan McArdle), die een advocaat wil worden in plaats van een entertainer wat de wetten van het koninkrijk niet toestaan. Ze worden beide gevangengenomen door een groep van drie ogers die hen willen opeten. Prins Char redt haar en vergezelt hem naar een trouwerij in het land van de reuzen, waar Ella Lucinda hoopt te vinden. Onderweg opent Ella de ogen van Prins Char ten aanzien van de wreedheid van de wetten die elven en reuzen onderdrukken, ingesteld door de huidige heerser, de oom van Prins Char, Sir Edgar (Cary Elwes). Char nodigt Ella uit om de Hal der Archieven in het paleis te bezoeken om zo sneller Lucinda te vinden. Heston, de slang van Sir Edgar (met de stem van Steve Coogan), bespioneert hen.
Op het paleis vertelt Heston aan Edgar over de invloed van Ella op de prins en Hattie vertelt over de gehoorzaamheid van Ella op het moment dat Edgar de hand van Char aan haar aanbiedt. Char vertelt aan Sir Edgar dat hij van plan is te trouwen met Ella, waarna Edgar Ella opdraagt om Char te doden zodra hij dat voorstelt en draagt haar op dit aan niemand te vertellen. Edgar onthult ook dat hij de vader van Char heeft vermoord. Om Char te sparen vraagt Ella aan Slannen haar vast te binden aan een boom en om de reuzen te vragen te helpen. Ella schrijft Char een brief waarin ze zegt hem definitief te verlaten en niet kan niet verklaren waarom, wat zijn hart breekt. Lucinda verschijnt dan voor Ella. Ella vraagt haar om de "gave" van gehoorzaamheid ongedaan te maken. Lucinda is beledigd en vertelt Ella om dit zelf te doen. Ze maakt Ella tegen haar wil los, geeft haar een prachtige jurk en geeft haar de opdracht naar het bal te gaan, waar Char haar vrijwel direct naar de spiegelzaal meeneemt en haar ten huwelijk vraagt.
Ella staat op het punt om hem te steken met de dolk die Edgar haar verstrekt heeft, als ze beseft dat Lucinda het het antwoord heeft gegeven zegt ze "Je zult niet langer gehoorzaam zijn" al kijkende in een spiegel. Ze laat de dolk vallen en Char ziet dit. Edgar bespioneert hen en voor Ella het kan uitleggen, beveelt hij de bewakers om haar op te sluiten om haar over enkele dagen te executeren.
Onderwijl sluipen Slannen, de reuzen en de ogers het kasteel binnen om Ella te redden. Ze ontdekken dat Edgar de kroon die Char zal gaan dragen met de kroning heeft vergiftigd. Ella en haar bondgenoten komen net op tijd om hem te stoppen de kroon op te zetten. Edgar en Heston roepen de ridders en de Rode Garde en een strijd ontstaat. Ella legt alles uit onder het vechten aan de zijde van Char. Wanneer Edgar dreigt te verliezen, probeert Heston Char te bijten, maar wordt tegengehouden door Ella. Betrapt op het proberen om de prins te doden, geeft Edgar publiekelijk toe dat hij de koning gedood heeft. Vervolgens zet hij, meegesleept door zijn eigen retoriek, de kroon op zijn hoofd en zakt in elkaar door het gif, maar overleeft het.
Char en Ella kussen elkaar en dan komen haar stiefzussen binnen die haar opdragen te stoppen, maar ze is in staat dit te wijzigen. Char vraagt Ella hem te trouwen en ze stemt daar mee in nu ze dat zelf kan beslissen. De film eindigt met hun trouwerij en een muzikaal nummer.

## Hoofdrolspelers
- Anne Hathaway - Ella van Frell. Ze is betoverd door een fee genaamd Lucinda, die haar gehoorzaamheid gaf als gave.
  - Aimee Brigg - jonge Ella
- Hugh Dancy - Prins Char
- Cary Elwes - Sir Edgar, de hebzuchtige oom van Prins Char
- Steve Coogan - Heston, de slang van Sir Edgar
- Minnie Driver - Mandy, de huisfee
- Aidan McArdle - Slannen, een elf
- Eric Idle - de verteller van het verhaal
- Vivica A. Fox - Lucinda Perriweather, de fee die Ella de gave van gehoorzaamheid gaf
- Parminder Nagra - Areida, de beste vriendin van Ella
  - Ankita Malkan - jonge Areida
- Jim Carter - Nish, de trol die mensen eet
- Patrick Bergin - Sir Peter, de vader van Ella die horloges verkoopt
- Joanna Lumley - Dame Olga, de stiefmoeder van Ella
- Lucy Punch - Hattie, de stiefzus van Ella die geobsedeerd is door Prins Char
- Jennifer Higham - Olive, de kleptomanieële stiefzus van Ella
- Alvaro Lucchesi - Koopootuk, een reus die Prins Char ontmoet in Giantsville
- Heidi Klum - Brumhilda, een reuzin die Slannen ontmoet in Giantsville en ondanks haar formaat haar liefde voor Slannen uitdraagt
- Jimi Mistry - Benny, het pratende boek